# Петришин Володимир Михайлович
Володимир Петришин (1 серпня 1901, Угнів, нині Сокальський район - 28 червня 1987, м. Трентон (штат Нью-Джерсі, США)) — український адвокат, громадський діяч.

## Життєпис
Народився 1 серпня 1901 року в містечку Угнів (повіт Рава-Руська, нині Сокальський район, Львівська область, Україна). Син Михайла і Катерини.

### Визвольні змагання
1 листопада 1918 року став членом Повітового комісаріату в Угневі. Десятник УГА. Навчався на скорострільному вишколі. Воював у складі П'ятої Сокальської бригади. Брав участь у боях за Київ. У жовтні 1919 року кілька разів хворів тифом. Після одужання у 10-у гарматному полку. Інтернований до табору в Тухолі.

### Випробування
В 1923 році закінчив гімназію в Перемишлі. Вступив на юридичний факультет Ягеллонського унівреситету. В 1928 році отримав диплом магістра права.
З квітня 1928 року — адвокат в Угневі. Керівник читальні «Просвіти». Освітній референт «Просвіти». Секретар кооперативного банку. Касир кооперативу «Господарська торгівля». Член Ревізійної комісії «Українського товариства охорони військових могил» в Угневі. Організатор бойкоту спиртової і тютюнової монополії (15 лютого 1933 р.). За свідченням поліції «особа дуже впливова», «дуже активний і впливовий». Жив на вул. Сенкевича.
17 липня 1934 рішенням адміністративної влади арештований і скерований до табору в Березі-Картузький. Пробув в таборі з 18 липня 1934 до 26 травня 1935 року. Підозрювався в членстві в ОУН.
У вересні 1937 року брав активну участь у перепохованні вояків УГА і встановленні на їх могилах мармурової плити на кладовищі в Угневі. В 1939 році виїхав на територію генерал-губернаторства. Повернувся до Угнева в 1941 році.

### Еміграція
В 1944 р. виїхав у Баварію (Німеччина). В 1949 році емігрував в США. Постійно жив у Трентоні.
Член Управи за патріархальний устрій. Співорганізатор і секретар з'їзду Угнівщина (Нью-Йорк, 1950). Член комітету видання збірника «Угнівщина». Працював в Українському конгресовому комітеті Америки.

## Твори
- Сліди слави в Україні//Літопис Червоної Калини", 1938 р., ч. 3.
- Повітовий комісаріят (українське староство) Рава-Руська з осідком в Угневі//Угнів та Угнівщина. Історично-мемуарний збірник (Укр. архів. Т. XVI), 1960. — с. 182—185.